# Carlos Figari
Carlos Alberto Figari (Buenos Aires, Argentina el 3 de agosto de 1913 - misma ciudad, 22 de octubre de 1994) fue un pianista, compositor y director de orquesta de tango.

## Primeros años
Sus padres fueron Lorenzo Ramón Figari y Cecilia Accialini, nació en el barrio de San Telmo y desde niño tuvo inclinación por la música. Fue así que estudió piano, primero con una profesora de su barrio y luego, en el conservatorio Troiani. 
Tenía 16 años cuando integró como pianista el conjunto de los hermanos Antonio y Gerónimo Sureda, en el que además estaban Oscar Valpreda y el cantor Alberto Tagle, quien luego sería vocalista de Enrique Mora y de la primera orquesta de Domingo Federico.

## Carrera profesional
En 1937 se retiró Gerónimo de la orquesta, con lo cual se convirtió en la orquesta de Antonio Sureda. En 1939, Alberto Tagle fue reemplazado por Juan Alessio, quien luego usaría el seudónimo Jorge Ortiz, al irse con Rodolfo Biagi.
En 1941, pasó a integrar la orquesta "Los Zorros Grises" que dirigía José García que al año siguiente grabó para el sello Odeon Esta noche de luna del propio García y Graciano Gómez, con versos de Héctor Marcó y la voz de Alfredo Rojas y el tango instrumental Retirao de Carlos Posadas, en el que ya aparece el estilo y temperamento musical de Figari. Por esa época también suplía a Mariano Mores en sus ausencias temporarias en la orquesta de Francisco Canaro.
Cuando en 1944 el cantor Francisco Fiorentino se desvinculó de la orquesta de Aníbal Troilo, formó –luego de una corta asociación con Orlando Goñi una orquesta propia a la que se incorporó Figari como pianista. Los otros integrantes eran los violinistas Hugo Baralis Cayetano Gianni y Bibiloni Lucero, el contrabajista José Díaz y los bandoneonistas Roberto Di Filipo, Angel Genta, Fernando Tell y Astor Piazzolla, quien también era el director. Debutaron en Radio Belgrano y en la confitería "Picadilly" de la calle Corrientes 1524 y Figari estuvo en ella tres años.
El 4 de julio de 1947, se incorporó a la orquesta de Troilo en reemplazo de José Basso y lució allí su técnica depurada durante siete años. Registraron 96 temas, entre los cuales había dos instrumentales de su autoría: A la parrilla, junio de 1949 y Tecleando, en 1952. Había también composiciones de Piazzolla: Para lucirse, Prepárense, Contratiempo, Triunfal, Contrabajendo, Lo que vendrá y Tanguango, cuya ejecución contó con el importante aporte de Figari.
Figari debutó Radio Splendid el 16 de abril de 1955 con su propia orquesta contando con Armando Calderaro, "Pajarito", como primer bandoneón y arreglador y con el cantor Enrique Dumas. Por aquella época actuaba en la "Confitería Montecarlo" y grabó para el sello Music Hall, entre otros, su tema A la parrilla y Bien jaileife de Vicente Demarco y letra de Silvio Marinucci, con la voz de Dumas.
En 1956 el cantor Edmundo Rivero lo eligió para que hiciera los arreglos musicales de El ciruja, Jamás me olvidaras, Por ella, Fugitiva, Escríbeme yTessa, y lo acompañara con su orquesta para grabarlas en el sello T.K. y además lo acompañó en sus presentaciones por Radio El Mundo. 
Al año siguiente hizo una temporada en la confitería Adlon con Héctor Omar como su nuevo cantor, acompañó en la radio al cantor brasileño, Carlos Lombardi e hizo con éste una gira por San Pablo y Río de Janeiro, al regreso de la cual reemplazó a Omar por Ricardo Argentino. A fines de la década de 1950 pasó a Radio del Pueblo actuando con los cantores Enrique Dumas y Aldo Fabre.
Más adelante disolvió la orquesta y formó un cuarteto con el acompañó a Tania en el local Cambalache, de la calle Libertad 832, propiedad de la misma.
En 1961 formó rubro con Dumas para grabar para el sello Disc-Jockey en tanto continuaban en Radio del Pueblo. Participó también en la televisión, en el programa "Esquina del tango", con su nuevo cantor Alberto Marcó. 
En 1966 tuvo a su cargo la dirección musical de la zarzuela criolla "Juanita la popular", de Enrique Cadícamo que se estrenó en el Teatro General San Martín con la participación, entre otros actores, de Homero Cárpena, Juan Carlos Altavista y Elena Lucena. 
A fines de la década de 1960 pasó a ser figura estable de "El Viejo Almacén", propiedad de su amigo Edmundo Rivero y realizó grabaciones con Tita Merello en el sello Odeon.
Figari falleció en Buenos Aires el 22 de octubre de 1994.

## Valoración
Según el cantante e investigador Abel Palermo:
Fue un músico culto, fino e inteligente. Un fiel seguidor de la escuela rítmica inaugurada por Orlando Goñi, a lo que agregó un clima musical de mucha presencia, con gran ductilidad en las técnicas pianísticas clásicas. Fue un gran intérprete del instrumento pero apenas un correcto director, acompañante de cantores y cancionistas.

## En el cine
Participó con la orquesta de Troilo en el cine y en el teatro: "El tango vuelve a París", en 1948 y "Mi noche triste", en 1952 y la obra de Cátulo Castillo "El patio de la morocha", en 1954.